# August Weismann
Friedrich Leopold August Weismann (Frankfurt am Main, 17 de janeiro de 1834 — Freiburg im Breisgau, 5 de novembro de 1914) foi um biólogo alemão. Foi classificado por Ernst Mayr como o segundo teórico evolucionista mais notável do século XIX depois de Charles Darwin. Weismann tornou-se o Diretor do Instituto Zoológico e o primeiro professor de zoologia na Freiburg.
Em seu doutorado em 1856 ele defendeu sua tese com uma dissertação sobre a síntese de ácido hipúrico no corpo humano. Sua pesquisa inicial focada em zoologia , principalmente sobre "O desenvolvimento do Díptera" (1865) e "História Natural de dafinoideos" (1876 - 1879). Ele também é importante estudo sobre a "Origem das células sexuais hydromedusae" (1883).
Descobriu a barreira de Weismann. Esta barreira impede, ainda que não completamente, que as células somáticas passem informações para as células germinativas. É portanto fundamental, em termos conceituais, para reforçar a teoria da seleção natural de Charles Darwin.
Weismann é muito admirado hoje. Ernst Mayr julgou ser o pensador evolucionista mais importante entre Darwin e a síntese evolutiva em torno de 1930-1940, e foi "um dos grandes biólogos de todos os tempos".

## Juventude e estudos
Filho de professor do ensino médio Johann (Jean) Konrad Weismann (1804-1880), um graduado de línguas antigas e teologia, e sua esposa Elise (1803-1850). Ele teve uma educação típica burguesa do século XIX, recebendo aulas de música a partir de quatro anos, e elaboração e pintura lições de Jakob Becker (1810-1872) na Frankfurter Städelsche Institut a partir dos quatorze anos. Seu professor de piano foi um colecionador dedicado a borboletas e apresentou-o à coleta de imagos e lagartas. Mas que estudam ciências naturais era fora de questão devido ao custo envolvido e as perspectivas de emprego limitadas. Um amigo da família, Friedrich Wöhler (1800-1882), recomendou a estudar medicina. A fundação da herança da mãe de Weismann permitiu-lhe levar até estudos em Göttingen. Após a sua graduação, em 1856, ele escreveu sua dissertação sobre a síntese de ácido hipúrico no corpo humano.

## Vida profissional
Imediatamente após a universidade, Weismann assumiu um cargo de assistente na Städtische Klinik (cidade clínica) em Rostock. Weismann enviado com sucesso dois manuscritos, um sobre o ácido hipúrico em herbívoros, e um sobre o teor de sal do Mar Báltico, e ganhou dois prêmios. O artigo sobre o teor de sal dissuadiu-o de se tornar um químico. 
Depois de uma visita de estudo para ver museus e clínicas de Viena, ele se formou como médico e se estabeleceram em Frankfurt com uma prática médica em 1868. Durante a guerra entre a Áustria, França e Itália, em 1859, tornou-se médico chefe nas forças armadas. Durante uma licença de dever, ele andou pelo norte da Itália e do condado de Tyrol. Depois de um ano sabático em Paris, ele trabalhou com Rudolf Leuckart na Universidade de Giessen. Ele voltou para Frankfurt como médico pessoal do banidos arquiduque da Áustria Stephen em Schaumburg Castelo 1861-1863.
A partir de 1863, foi Privatdozent em anatomia comparativa e zoologia; desde 1866 foi professor extraordinário; e 1873-1912 professor titular, primeiro titular da cadeira em zoologia e diretor do Instituto Zoológico de Albert Ludwig Universidade de Freiburg em Breisgau. Aposentou-se em 1912.
Seu filho Julius Weismann (1879-1950) foi um compositor.

## Trabalho do alemão em células
O trabalho de Weismann sobre a demarcação entre germ-line e soma dificilmente pode ser apreciado sem considerar o trabalho de (principalmente) biólogos alemães durante a segunda metade do século XIX. Este foi o tempo em que os mecanismos de divisão celular começaram a ser compreendidos. Eduard Strasburger, Walther Flemming, Heinrich von Waldeyer e o belga Edouard Van Beneden lançou as bases para a citologia e citogenética do século XX. Strasburger, o excelente fisiologista botânico desse século, cunhou o nucleoplasma termos e citoplasma. Ele disse que "novos núcleos de células só pode surgir a partir da divisão de outros núcleos de células". Van Beneden descobriu como os cromossomos combinados a meiose, durante a produção de gametas, e descobriu e nomeou cromatina. Walther Flemming, o fundador da citogenética, chamado mitose, e pronuncia-se "omnis núcleo e núcleo" (que significa o mesmo que o dito de Strasburger). A descoberta da mitose, meiose e cromossomos é considerada como um dos 100 mais importantes descobertas científicas de todos os tempos, e uma das 10 mais importantes descobertas em biologia celular.
A meiose foi descoberta e descrita pela primeira vez em ovos de ouriço do mar em 1876, por Oscar Hertwig. Foi descrito novamente em 1883, ao nível dos cromossomas, por Van Beneden em ovos de Ascaris. O significado da meiose para a reprodução e herança, no entanto, foi descrita pela primeira vez em 1890 por Weismann, que observou que duas divisões celulares foram necessárias para transformar uma célula diploide em quatro células haploides se os números de cromossomos tiveram que ser mantidos. Assim, o trabalho dos citologistas anteriores prepararam o terreno para Weismann, que completou a sua mente para as consequências para a evolução, o que era um aspecto das citologistas não tinha abordado. Tudo isso aconteceu antes que o trabalho de Mendel foi redescoberto.

## 1868-1881 / 82
Weismann começa acreditando que, como muitos outros cientistas do século XIX, entre eles Charles Darwin, que a variabilidade observada de indivíduos de uma espécie é devido à herança de esportes (termo de Darwin). Ele acreditava que, como está escrito em 1876, que a transmutação das espécies está diretamente devido à influência do meio ambiente. Ele também escreveu, "se cada variação é considerada como uma reação do organismo a condições externas, como um desvio da linha herdada de desenvolvimento, segue-se que nenhuma evolução pode ocorrer sem uma mudança do meio ambiente". (Este é perto do uso moderno do conceito que muda no ambiente pode mediar pressões seletivas em uma população, de modo que conduz à mudança evolutiva.) Weismann também usou a metáfora Lamarckian clássico do uso e desuso de um órgão.

## 1882-1895
Primeira rejeição da herança de traços adquiridos de Weismann foi em uma palestra em 1883, intitulado "Sobre herança" ( "Über die Vererbung"). Novamente, como em seu tratado sobre a criação versus evolução, ele tenta explicar exemplos individuais com qualquer teoria. Por exemplo, a existência de castas não reprodutivas das formigas, como os trabalhadores e soldados, não pode ser explicada pela herança de caracteres adquiridos. Teoria germoplasma, por outro lado, faz isso sem esforço. Weismann usado essa teoria para explicar exemplos originais de Lamark para "uso e desuso", como a tendência a ter asas degenerados e os pés mais fortes em aves aquáticas domesticadas.

## 1896-1910
Weismann trabalhou na embriologia de ovos de ouriço-do-mar, e no decurso deste observando diferentes tipos de divisão celular, ou seja divisão equatorial e a divisão reducional, termos que ele cunhou.
Sua teoria de germoplasma afirma que organismos multicelulares consistem de células germinais contendo informações hereditárias e células somáticas que realizam funções corporais comuns. As células germinativas são influenciadas nem por influências ambientais, nem por mudanças de aprendizagem ou morfológicas que ocorrem durante a vida de um organismo, onde a informação é perdida depois de cada geração. O conceito como ele propôs foi referido como Weismannism no seu dia, por exemplo, no livro Um exame Weismannism por George Romanes. Esta ideia foi iluminado e explicado pela redescoberta do trabalho de Gregor Mendel nos primeiros anos do século XX.

## Experiências sobre a herança de mutilações
A ideia de que as células germinativas contêm informações que passam a cada geração sem serem afetadas pela experiência e independentemente das células do corpo, passou a ser conhecida como a barreira Weismann, e é frequentemente citada como colocando um ponto final na teoria de Lamarck e da herança de características adquiridas.
Weismann conduziu o experimento de remover a cauda de 68 ratos brancos ao longo de 5 gerações, relatando então que nenhum rato nasceu sem uma cauda ou mesmo com uma cauda mais curta. Ele afirmou que "901 ratos foram produzidos por cinco gerações de pais artificialmente mutilados, e ainda assim não houve um único exemplo de uma cauda rudimentar ou de qualquer outra anormalidade neste órgão." Weismann estava ciente das limitações deste experimento, e deixou claro que o fez precisamente porque, na época, havia muitas afirmações acerca de animais herdando mutilações (ele se refere a uma afirmação a respeito de um gato que tinha perdido sua cauda e teria tido uma prole com vários gatos sem cauda). Havia também alegações de judeus nascidos sem prepúcio. Nenhuma destas alegações, segundo ele, foram apoiadas por evidências confiáveis de que o pai tinha de fato sido mutilado, deixando em aberto a possibilidade de que os descendentes modificados foram o resultado de um gene mutado. O objetivo de seu experimento foi enterrar as alegações sobre mutilações herdadas. Os resultados foram consistentes com a teoria de germoplasma de Weismann.

## Prêmios
Weismann foi condecorado com a Medalha da sociedade Lineana Darwin-Wallace, em Londres, em 1908.